# Joseph Ngolepus
Joseph Ngolepus (10 april 1975) is een Keniaanse langeafstandsloper, die gespecialiseerd is in de marathon. Hij schreef verschillende internationale marathons op zijn naam.

## Loopbaan
In 2001 won Ngolepus de marathon van Berlijn met een tijd van 2:08.47, waar hij eigenlijk als haas aangetrokken was. Het jaar ervoor behaalde hij een vierde plaats op de marathon van Rotterdam en een eerste plaats op de marathon van Palermo.
In 2003 won hij de City-Pier-City Loop in Den Haag en werd hij derde in de marathon van Londen met een persoonlijk record van 2:07.57.
In 2006 won Joseph Ngolepus de marathon van Madrid in een parcoursrecord van 2:11.30.

## Persoonlijke records
| Onderdeel      | Prestatie | Datum             | Plaats   |
| -------------- | --------- | ----------------- | -------- |
| 10 km          | 28.23     | 2 april 2006      | Berlijn  |
| 15 km          | 43.11     | 2 april 2006      | Berlijn  |
| 20 km          | 58.05     | 2 april 2006      | Berlijn  |
| halve marathon | 1:00.56   | 29 maart 2003     | Den Haag |
| 25 km          | 1:14.56   | 8 mei 2005        | Berlijn  |
| 30 km          | 1:30.22   | 25 september 2005 | Berlijn  |
| marathon       | 2:07.57   | 13 april 2003     | Londen   |

## Palmares

### 15 km
- 2000: 4e KAAA Energiser Road Race in Iten - 50.47,2
- 2003: 5e Montferland Run - 44.39

### 10 Eng. mijl
- 2000:  Tilburg Ten Miles - 47.17

### halve marathon
- 2001:  halve marathon van Paderborn - 1:02.25
- 2003:  City-Pier-City Loop - 1:00.56
- 2005:  halve marathon van Berlijn - 1:01.16
- 2006: 5e halve marathon van Berlijn - 1:01.14
- 2006:  halve marathon van Paderborn - 1:01.31
- 2006:  halve marathon van Kiel - 1:03.09
- 2007: 5e halve marathon van Regensburg - 1:08.48
- 2008:  halve marathon van Kiel - 1:02.23

### marathon
- 1999: 6e marathon van Stockholm - 2:18.49
- 1999:  marathon van Graz - 2:18.43
- 2000: 4e marathon van Rotterdam - 2:08.49
- 2000:  marathon van Palermo - 2:13.48
- 2001:  marathon van Berlijn - 2:08.47
- 2002: 4e marathon van Wenen - 2:13.18
- 2002: 20e marathon van Berlijn - 2:14.36
- 2002: 25e marathon van Hamburg - 2:21.29
- 2003:  marathon van Londen - 2:07.57
- 2003: 12e marathon van Chicago - 2:14.23
- 2004: 11e marathon van Londen - 2:12.02
- 2004:  Rock'n'roll marathon in San Diego - 2:11.04
- 2005: 5e marathon van Berlijn - 2:10.10
- 2005:  marathon van Singapore - 2:16.34
- 2006:  marathon van Madrid - 2:11.30
- 2007:  marathon van Karstadt - 2:20.07
- 2008: 6e marathon van Berlijn - 2:12.07
- 2010: 10e marathon van Ljubljana - 2:17.03
- 2011:  marathon van Omsk - 2:25.41